# إليزابيث شوارتز
إليزابيث شوارتز (بالإنجليزية: Elizabeth Schwartz)‏ هي منشدة أمريكية، ولدت في 18 مايو 1964.

## وصلات خارجية
- الموقع الرسمي